# 79 км (зупинний пункт, Придніпровська залізниця, Криворізький район)
Платфо́рма 79 км — пасажирський залізничний зупинний пункт Криворізької дирекції Придніпровської залізниці на лінії Верхівцеве — Кривий Ріг-Головний між станціями Девладове (14 км) та Пічугіно (2 км). Розташований поблизу села Високе Поле Криворізького району Дніпропетровської області.

## Пасажирське сполучення
На платформі 79 км зупиняються приміські електропоїзди сполучення Дніпро — Кривий Ріг.